# Laureola miacantha
Laureola miacantha är en kräftdjursart som först beskrevs av Barnard1960.  Laureola miacantha ingår i släktet Laureola och familjen Armadillidae. Inga underarter finns listade i Catalogue of Life.